# Biberach Open
Il Biberach Open è un torneo professionistico di tennis giocato su campi in cemento. Fa parte dell'ITF Women's Circuit. Si gioca annualmente a Biberach an der Riß in Germania.

## Albo d'oro

### Singolare
| Anno | Campionessa     | Finalista      | Punteggio   |
| ---- | --------------- | -------------- | ----------- |
| 2010 | Johanna Larsson | Romina Oprandi | 4–6 6–2 6–2 |

### Doppio
| Anno | Campionesse                       | Finaliste                    | Punteggio      |
| ---- | --------------------------------- | ---------------------------- | -------------- |
| 2010 | Stéphanie Cohen-Aloro Selima Sfar | Mona Barthel Carmen Klaschka | 5–7 6–1 [10–5] |